# Popówka (Częstochowa)
Popówka – zabytkowa, późnoklasycystyczna kamienica w Częstochowie, w III Alei, zbudowana w 1875 roku.

## Historia
Kamienica została zbudowana w 1875 roku na rogu obecnych III Alei i ul. Nowowiejskiego, przy Placu Władysława Biegańskiego.
Początkowo była siedzibą prawosławnej parafii, w okresie międzywojennym stała się siedzibą biskupa rzymskokatolickiego. Po II wojnie światowej ulokowano w niej Powiatowy Sztab Wojskowy. Znajdowała się tutaj placówka Informacji Wojskowej. W piwnicach przetrzymywano więźniów, czego pamiątką są napisy na ścianach wyryte przez więźniów. W latach 70. XX wieku zmieniono przeznaczenie budynku na Galerię Malarstwa Polskiego Muzeum Częstochowskiego, a w 2007 roku, po remoncie, kamienica stała się siedzibą muzeum ruchu pielgrzymkowego.
Kamienica wpisana jest do rejestru zabytków pod numerami 268/60 z 7 marca 1960 oraz 9/78 z 13 lutego 1978 (obecnie nr rej. A/1237/23).